# شامبورادو
الشامبورادو أو التسمبورادو (بالإسبانية: champurrado)، بمعنى يمزج وهو عصيدة أرز بالشوكولاتة والحلوة في المطبخ الفلبيني.

## المكونات
يُحضَّر تقليدياً بغلي الأرز الدبق مع تابلية أقراص تقليدية من حبوب الكاكاو المحمصة المطحونة. يمكن تقديمه ساخناً أو بارداً، عادةً على الفطور أو وجبة خفيفة بعد الظهر، مع رش الحليب أو حليب جوز الهند والسكر حسب الرغبة. يؤكل كما هو عادةً، لكن الاقتران الشائع له هو مع السمك المجفف المملح (دائينغ أو تويو).
تينوغونغ هو نوع مختلف من الشامبورادو في المناطق الناطقة بلغة البيسايا بالفلبين. يُحضَّر عادةً بغلي الأرز الدبق مع السكر بدلاً من التابلية. يضاف إليه القهوة أو الحليب أحياناً.  
نوع جديد مشهور من الشامبورادو هو الشامبورادو البنفسجي ، الذي يحتوي على نكهة اليام البنفسجي (أوبي) وهلايا الأوبي. لونه بنفسجي مميز مثل جميع الأطباق القائمة على الأوبي. تشمل الأنواع المعاصرة الأخرى نكهات البيضاء والبندان والفراولة.

## التاريخ
يمكن تتبع تاريخها إلى فترة الاستعمار الإسباني للفلبين. خلال تجارة الغاليون بين المكسيك والفلبين، جلب التجار المكسيكيون معرفة صنع مشروب الشوكولاتة إلى الفلبين بينما تم تقديم مشروب التوبا في المقابل إلى المكسيك. على مر السنين، تغيرت الوصفة؛ حيث وجد الفلبينيون في النهاية طرقًا لتحويل الشوكولاتة المكسيكية إلى طبق الشوكولاتة الفلبيني عن طريق استبدال عجينة الذرة بالأرز الدبق.